# 纽伦堡审判死刑执行
纽伦堡审判死刑执行特指1946年10月16日对纽伦堡审判中判处死刑的10名纳粹德国首要战犯的行刑。1945年第二次世界大战结束后，同盟国设立国际军事法庭，对纳粹德国及纳粹党高级领导人的战争罪行进行审判。1946年10月1日法庭宣读判决刑罚，前納粹德國空軍总司令赫尔曼·戈林、納粹黨党务办公室主任马丁·鲍曼、納粹德國外交部部长约阿希姆·冯·里宾特洛甫、國防軍最高統帥部总司令威廉·凯特尔、党卫队国家安全部部长恩斯特·卡爾滕布倫納、納粹德國帝国东方占领区事务部部长阿尔弗雷德·罗森堡、納粹德國波蘭總督府总督汉斯·法郎克、納粹德國内政部部长威廉·弗利克、反犹煽动家尤利乌斯·施特莱彻、納粹德國勞動力調配全權總代表弗里茨·绍克尔、國防軍最高统帅部作战局局长阿尔弗雷德·约德尔、納粹德國荷蘭總督轄區总督阿图尔·赛斯-英夸特共12人被判处死刑。其中，鲍曼下落不明缺席审判，戈林在狱中服毒自杀，其余10人于10月16日午夜推上绞架，执行了绞刑。美国陆军主持死刑判决的执行，美、苏、英、法四国军事代表出席监刑。行刑后所有遗体秘密火化，骨灰洒入河中。

## 准备

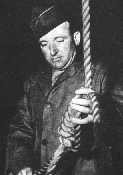
纽伦堡审判死刑执行人约翰·C·伍兹军士长，隶属于美国陆军第3集团军第2913纪律训练中心的专业绞刑师，二战期间曾对34名美军士兵执行死刑

纽伦堡国际军事法庭开庭前，美、苏、英、法四国曾就起诉和惩罚纳粹战犯问题签署了《国际军事法庭宪章》，宪章赋予了国际军事法庭判处被告人死刑的权力，但并未对执行方式等作出具体规定。审判开庭后，四国代表专门组成四方委员会，监督法庭判决的执行。经过六轮会商，在综合考量各国的司法习惯、对纳粹分子的震慑力、法庭的权威性等多重因素后，委员会就执行问题作出了如下安排：死刑应当在判决之日起第15日采用绞刑的方式非公开执行；执行完毕后遗体应就近火化，骨灰秘密抛洒，不予埋葬，以免墓地成为纳粹主义朝圣地；美国作为委员会执行代理负责执行工作。:99-101
1946年10月1日，国际军事法庭作出判决，戈林等12名被告罪名成立，判处绞刑。宣读完毕后，所有死刑犯押回囚室，由美军第6850内务安全支队的宪兵严密把守，防止发生意外情况:Ch1。部分被告不服判决，上诉至盟国管制理事会，戈林和凯特尔则请求用符合军人身份的枪决替代绞刑。所有上诉于10月9日被理事会驳回，10月13日通知传达。与此同时，四方委员会美国代表里卡德（Roy V. Rickard）少将挑选第3集团军技术兵员派往纽伦堡，开始着手刑场设置:99-101。刑场选在死刑犯关押地纽伦堡监狱院内的体育馆，经一条35碼（32）长的通道与囚室相连。10月14日，体育馆的篮球场上连夜搭起了木制绞刑台，基座八尺见方，高八尺，从地面拾13级台阶而上，在台座顶部设有杠杆操作的活门，底下三面木墙，一面以黑帘遮挡，绞架的钩子上系有绞索。绞刑台两主一备共三座，一次可处决两名战犯:414-415。

## 行刑
10月15日，纽伦堡监狱监狱长安德勒斯上校收到了四方委员会签发的死刑执行令，11名战犯的死刑将于16日子夜开始执行。此事并未通知在押囚犯，监狱生活照常安排进行:419。当晚，行刑见证人入场集合，见证人包括盟国管制理事会美、苏、英、法代表各一名及其翻译、四国记者各一名、摄影师各一名、以及德国人两名：巴伐利亚州总理霍格纳和纽伦堡总检察长莱斯特纳（Jacob Leistner）。出于对首席检察官杰克逊拒绝军方列席检察官席参与宣判的反制，美国检方代表未获准见证行刑:252-253。当晚10时许，即行刑前两小时，戈林突发紧急情况，面色铁青，呼吸困难，待医生赶到时业已死亡，经当场确认系服氰化钾胶囊自杀。监狱长得知消息立刻上报四方委员会，各方商讨后最终决定成立专案组负责调查，其他犯人仍按原定计划执行，并向在场的媒体通报了戈林的死讯:422-424。12时45分，向剩余10人宣读了死刑执行令，犯人获准整理仪表，收拾遗物。监狱为每人提供了最后一餐：香肠、土豆沙拉、冷切肉、黑面包和茶，大多数人没有动口:Ch1。
纽伦堡时间16日1时11分，第一名受刑者里宾特洛甫由两名美军宪兵从囚室带入刑场，押至左侧绞刑台，在四国监刑官前验明正身，走完13级台阶站到台座顶部的活门上。在台上，囚犯获准发表遗言，接受牧师的临终教诲，遗言言讫后由行刑人助手上绑，主行刑人美军军士长约翰·C·伍兹为其戴上黑色头罩，套上绞索后，转身扳动杠杆，死刑犯脚下活门打开，身体倏然下坠，吊索绷直，绞刑执行完成。两分钟后，第二名受刑者凯特尔被带至右侧绞刑台前，根据同样流程执行。凯特尔行刑后，由美苏两方各派一名军医前去检查第一个受刑者里宾特洛甫生命体征，确认死亡。卡尔滕布论纳、罗森堡、法朗克等均按照上述流程被依次成对处决，最后一名死刑犯赛斯-英夸特于2时45分执行，全程用时不到两小时:425-427。据见证人回忆，大部分纳粹战犯在生命的最后一刻极力表现出勇气，平静而体面地接受了死亡:253-254，但也有例外：反犹煽动家施特莱彻需要左右宪兵架着拖进刑场，行至绞刑台前歇斯底里地大叫一声“希特勒万岁！”，站在绞刑台上又喊：“46年普珥节快乐！”，最后在临刑前放话：“布爾什維克迟早把你们都绞死。”:426-427
纽伦堡死刑执行采用美国陆军惯用的“标准下坠法”，如执行得当，犯人会因坠落瞬间绞索绳结的冲击造成高位脊髓离断，迅速死亡。但当天的情况并非如此：里宾特洛甫和绍克尔在行刑14分钟后死亡:6-7，约德尔用时18分钟，而凯特尔则被绞24分钟才断气:255。一说行刑人伍兹可能低估了正确行刑所需的绞索绳结长度，导致这些纳粹战犯（像当年被纳粹绞死的7·20密謀案成员一样）最终因绞索勒紧缓慢窒息而死:6-7。此外，执行绞刑用的绞刑台活门较小，凯特尔、弗利克等死刑犯在坠落时头部撞上活门边框磕伤。但伍兹本人对此不以为然：“我用103分钟绞死了10名纳粹，这就叫快……唯一的遗憾就是便宜了那个戈林。”:255在场的苏联见证人也称纽伦堡审判的行刑过程“技术专业、手法娴熟”:319-320。
每名战犯宣告死亡后由行刑人割断绞索，遗体入殓到刑场准备的棺材中:428-429。所有死刑执行完毕后，戈林的遗体也用担架抬来并排放置，供在场媒体查看拍照:320。
| 执行顺序 | 姓名                   | 遗言:253-254 | 死亡时间 | 遗体照片 |
| -------- | ---------------------- | --- | -------- | -------- |
| 1        | 赫尔曼·戈林            | （無） | 10时45分 |          |
| 2        | 约阿希姆·冯·里宾特洛甫 | “愿上帝保佑德国。愿上帝怜悯我的灵魂。最后我希望德国能重新统一，为了和平东西方之间能达成谅解。祝愿世界和平。”                                                 | 1时29分  |          |
| 3        | 威廉·凯特尔            | “我祈祷全能的上帝怜悯德国人民。在我之前已经有两百多万德国士兵为祖国献出了生命。儿子们，我这就来——一切为了德国。”                                             | 1时44分  |          |
| 4        | 恩斯特·卡爾滕布倫納    | “我全心全意、心甘情愿为德国人民和祖国服务。我已依法尽到了我的职责。很遗憾这次人民受军人以外的人领导。我对所有的罪行感到愧疚，我并没有参与其中。祝德国好运。” | 1时49分  |          |
| 5        | 阿尔弗雷德·罗森堡      | “没有。” | 2时00分  |          |
| 6        | 汉斯·法郎克            | “感谢在押期间对我的良好待遇，愿上帝能心怀怜悯接纳我。” | 2时08分  |          |
| 7        | 威廉·弗利克            | “永恒的德国万岁。” | 2时19分  |          |
| 8        | 尤利乌斯·施特莱彻      | “布爾什維克迟早把你们都绞死。” | 2时28分  |          |
| 9        | 弗里茨·绍克尔          | “我死得冤，这判决是错误的。愿上帝保佑德国，令德国再次伟大。德国万岁！愿上帝保佑我的家人。”                                                                   | 2时39分  |          |
| 10       | 阿尔弗雷德·约德尔      | “向你致敬，我的德国。” | 2时50分  |          |
| 11       | 阿图尔·赛斯-英夸特     | “希望这次处决成为二战悲剧的最后一幕，人与人之间和平谅解是这场世界大战给我们的教训。我相信德国。”                                                             | 2时57分  |          |

## 后事
11名战犯的遗体脱去衣服，装殓妥当，每口棺材上虚构了个美国士兵姓名，如戈林变成了“乔治·芒格（George Munger）”，另备空棺材一口盛放死刑犯表格、身份证件和私人财物。10月17日拂晓时分，12口棺材装上两辆军卡，在美军宪兵一个营和吉普车的押运下离开纽伦堡监狱开往慕尼黑，于上午抵达慕尼黑东部公墓。美军向墓地火葬场工作人员谎称在战场上发现回收了12具1945年阵亡的士兵遗体，出于家属意愿需要火化并将骨灰带回美国。火化工作持续了一整天，每人的骨灰盛入标有假名的铝制骨灰坛裡装回军卡，车队随后开往位于慕尼黑海尔曼大街25号的奥伯胡默别墅（当时被美军征用，作为“1号停尸房”）。抵达后，将骨灰坛带往毗邻别墅的一条小河——伊萨尔河的支流温兹河边，打开骨灰坛，将骨灰全部洒入河中，骨灰坛用斧头劈碎，踩扁销毁。死刑犯的文件、信件和日记留在囚室中，转交亲属。:428-429:128处分完毕后，鲁道夫·赫斯、阿尔伯特·斯佩尔、卡尔·邓尼茨等其他纳粹战犯在看守监视下打扫死囚室，清除了所有居住痕迹:Ch10。